# Wojciech Praczyk
Wojciech Praczyk (ur. 10 stycznia 1993 w Szprotawie) – polski lekkoatleta specjalizujący się w rzucie dyskiem. 
Na początku międzynarodowej kariery w roku 2009 reprezentował Polskę na mistrzostwach świata juniorów młodszych zajmując w tej imprezie jedenastą lokatę. W 2010 najpierw zwyciężył w kwalifikacjach kontynentalnych, a następnie uplasował się na szóstym miejscu igrzysk olimpijskich młodzieży. 21 maja 2011 w Halle wynikiem 62,02 poprawił dziewięcioletni rekord Polski juniorów, który od 2002 roku należał do Michała Hoduna i wynosił 61,74. Miesiąc później Praczyk poprawił własny rekord, uzyskując podczas mistrzostw Polski juniorów w Toruniu wynik 62,26. Już na samym początku sezonu letniego 2012 zawodnik wypełnił minimum PZLA na mistrzostwa świata juniorów w Barcelonie – podczas zawodów w Chociebużu uzyskał wynik 58,71, co stanowi rezultat lepszy od minimum o 71 centymetrów. Wicemistrz świata juniorów z Barcelony (2012). 
Stawał na podium ogólnopolskiej olimpiady młodzieży. 
Rekordy życiowe: dysk seniorski (2 kg.) – 60,87 (10 maja 2014, Szprotawa); dysk juniorski (1,75 kg.) – 64,22 (24 czerwca 2012, Białystok), do 2015 roku był to rekord Polski w kategorii juniorów; dysk (1,5 kg) – 62,20 (18 czerwca 2010, Słubice).

## Osiągnięcia
| Rok  | Impreza                                               | Miejsce               | Lokata            | Wynik |
| ---- | ----------------------------------------------------- | --------------------- | ----------------- | ----- |
| 2009 | Mistrzostwa świata juniorów młodszych                 | Tyrol Południowy      | 11. miejsce       | 57,23 |
| 2010 | Kwalifikacje Europy do igrzysk olimpijskich młodzieży | Moskwa                | 1. miejsce        | 59,02 |
| 2010 | Igrzyska olimpijskie młodzieży                        | Singapur              | 6. miejsce        | 57,01 |
| 2011 | Mistrzostwa Europy juniorów                           | Tallinn               | 11. miejsce       | 55,05 |
| 2012 | Mistrzostwa świata juniorów                           | Barcelona             | 2. miejsce        | 62,75 |
| 2013 | Zimowy puchar Europy w rzutach                        | Castellón de la Plana | 10. miejsce U23   | 55,19 |
| 2013 | Młodzieżowe mistrzostwa Europy                        | Tampere               | el. – 15. miejsce | 55,79 |
| 2015 | Zimowy puchar Europy w rzutach                        | Leiria                | 4. miejsce U23    | 56,35 |
| 2015 | Młodzieżowe mistrzostwa Europy                        | Tallinn               | 2. miejsce        | 58,96 |